# Religie in Maastricht

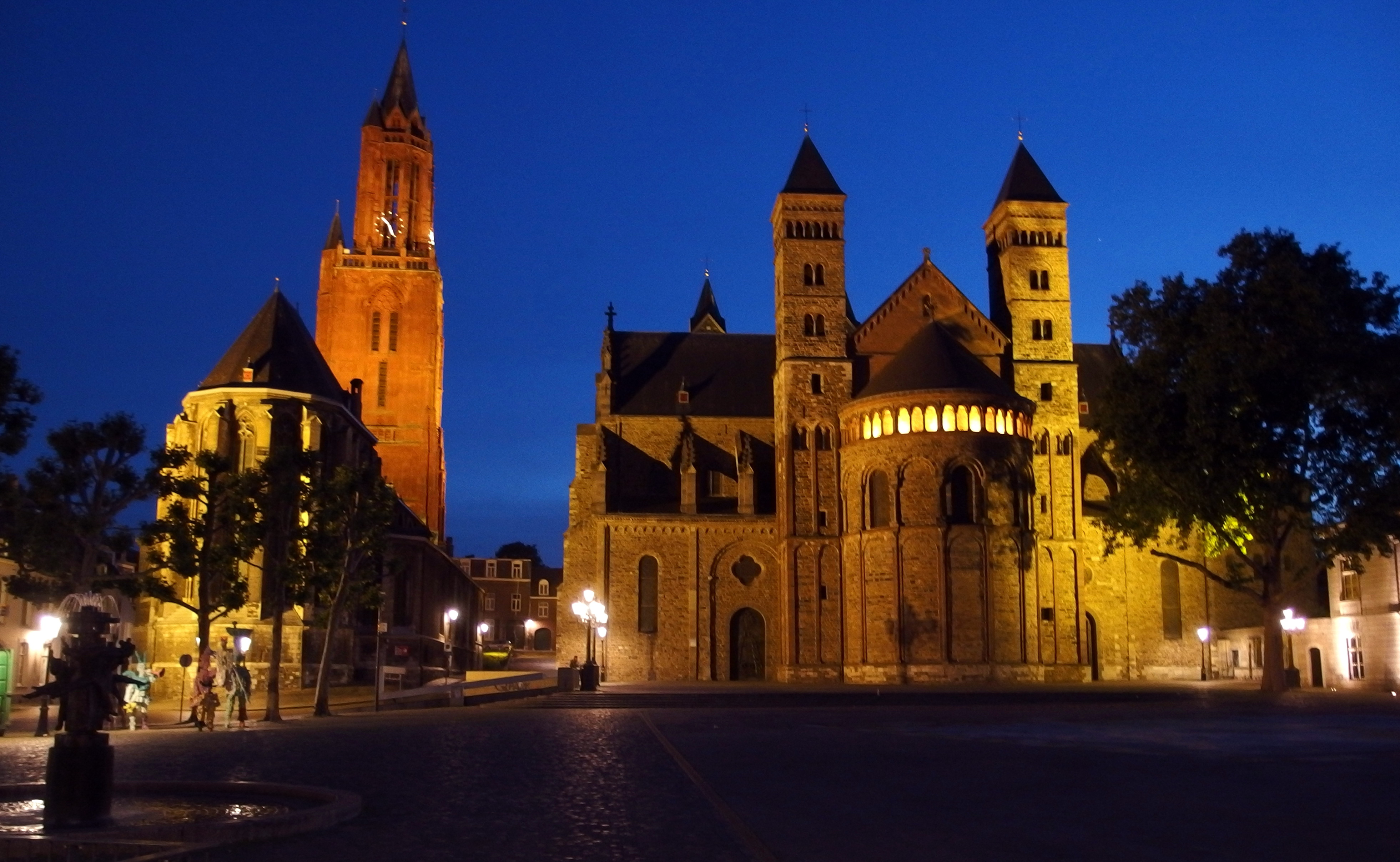
'Kerkentweeling' aan het Vrijthof: links de protestantse Sint-Jan; rechts de katholieke Sint-Servaas

Dit artikel geeft een overzicht van religies en andere levensbeschouwingen in de Nederlandse stad Maastricht.

## Verleden en heden
Al sinds de vroege middeleeuwen kon Maastricht beschouwd worden als een christelijke stad. De patroonheilige van de stad is vanouds Sint-Servaas, de eerste bisschop van Maastricht. In de middeleeuwen ontwikkelde de stad zich als een bedevaartscentrum van belang, waarbij vooral de zevenjaarlijkse heiligdomsvaarten tienduizenden op de been brachten. De stad telde vier parochies en een tiental buurt- of kerspelkapellen, en daarnaast twee kapittels en een groot aantal kloosters. Het godsdienstige en 'wereldlijke' leven waren innig met elkaar verweven, waarbij met name de ambachten een grote rol speelden. Tot de dertiende eeuw woonden er ook joden in de stad. Hun aanwezigheid werd in de vijftiende eeuw expliciet verboden, waarna ze pas aan het einde van de achttiende eeuw geleidelijk terugkeerden. De reformatie vond in Maastricht, zoals elders in de Zuidelijke Nederlanden, aanvankelijk veel aanhang, maar werd onder andere door een succesvolle rekatholisering na de inname van de stad door Parma in 1579, de kop ingedrukt. Na de inname door Frederik Hendrik in 1632 kregen de protestantse minderheid en de katholieke meerderheid gelijke rechten.
De Franse Tijd (1794-1814) betekende de opheffing van kapittels en kloosters, en tevens het einde van veel met de Kerk verbonden maatschappelijke instellingen. In de loop van de negentiende eeuw wisten de katholieken weer meer rechten te verwerven. Het kerkelijk leven bloeide op en er vonden weer kloosterstichtingen plaats. De oprichting van katholieke scholen en instellingen droeg bij aan de verzuiling van de samenleving, die vaak gepaard ging met 'socialistenhaat'. Vooral in de eerste helft van de twintigste eeuw was het "Rijke Roomse Leven" in Maastricht zeer zichtbaar. Tegelijkertijd leefden de minderheden van hervormden, gereformeerden (sinds 1902 in Maastricht), joden en socialisten (vaak onkerkelijk) binnen hun eigen, verzuilde gemeenschappen.
In de tweede helft van de twintigste eeuw deed zich een proces van secularisatie en ontkerkelijking voor, waardoor de dominantie van de Rooms-Katholieke Kerk (met name in onderwijs, politiek en maatschappelijk leven) sterk verminderde. Door de diversificatie van de Maastrichtse bevolkingssamenstelling nam ook het aantal niet-katholieke en niet-christelijke geloofsgemeenschappen toe. In de loop van de jaren 1980 versmolten de hervormde en gereformeerde gemeente in het kader van het Samen op Weg-proces tot één PKN-gemeente. Andere, evangelicaal of juist oosters-orthodox georiënteerde groeperingen vestigden zich in de stad, evenals een tweetal moskeeën. Volgens gegevens van het CBS over de periode 2012-2021 beschouwde 69,7% van de bevolking van Zuid-Limburg zichzelf als religieus en 61,5% als katholiek. Dat is aanzienlijk hoger dan het landelijk gemiddelde van 49,3%, respectievelijk 23,2%. Van de Zuid-Limburgers gaf 12,6% aan minimaal één keer per maand een religieuze bijeenkomst bij te wonen, minder dan het landelijk gemiddelde (15,3%).

### Volkstellingen
In 1795 hield de Bataafse Republiek een volkstelling, maar omdat Limburg, inclusief Maastricht, daar niet onderdeel van was werd het niet inbegrepen in de volkstelling.

Van 1830 tot aan de Tweede Wereldoorlog werden ongeveer om de tien jaar volkstellingen gehouden. 
In 1830 was van de Maastrichtse bevolking 92,7% katholiek, 6,0% protestants (niet verder opgesplitst) en 1,3% joods. Voor Limburg als geheel was dat 97,8%, 1,6% en 0,5% (35% van de joden in Limburg woonden in Maastricht, terwijl op de totale bevolking Maastricht maar 13% uitmaakte).

In 1840 was dat voor Maastricht veranderd in 84,8%, 13,5% en 1,5%. Nu werd er echter bij vermeld dat 16,3% van de bevolking uit militairen bestond.

In 1849 werd het verder opgesplitst; 88,5% was katholiek, 8,2% nederduits hervormd, 0,9% evangelisch luthers en 2,5% joods. Verder werd opgesplitst naar geslacht. Onder de katholieken waren er iets meer vrouwen dan mannen, vergelijkbaar met Nederland. Maar bij de protestanten was het omgekeerd, en met een aanmerkelijk verschil; de nederduits hervormden waren voor 70,5% mannelijk en de evangelisch luthersen voor 60,0%. Militairen maakten dan ook 7,4% van de bevolking uit. Maastricht had maar liefst 11 kazernes. 55,8% van de nederduits hervormde mannen woonden in die kazernes, en 6,7% van de katholieke mannen.

In de decennia daarop diversifieerden de protestantse gemeenschappen sterk, maar nam het totaal aantal protestanten sterk af, van 2477 in 1849 tot 1198 in 1889, ondanks dat totale bevolking groeide van 25140 naar 32128 inwoners.

In 1889 was nog maar 3,7% van de bevolking protestants en 94,7% katholiek. Dat laatste percentage bleef vervolgens ongeveer gelijk, tot 1947, toen het 95,5% was.

Daarna liep het hat aantal katholieken en protestanten terug door secularisatie en opkomst van andere religies.

De laatste cijfers van het CBS met betrekking tot Maastricht zijn van de periode 2010-2014. Toen rekende 69,8% van de Maastrichtenaren zich tot een religieuze gezindte of levensbeschouwelijke groepering. 13,9% gaf aan minimaal eenmaal per maand een religieuze bijeenkomst te bezoeken.
| gezindte          | %    |
| ----------------- | ---- |
| katholiek         | 60,4 |
| moslim            | 3,7  |
| protestants (PKN) | 2,0  |
| hervormd          | 0,5  |
| boedhist          | 0,4  |
| gereformeerd      | 0,3  |
| hindoe            | 0,2  |
| joods             | 0,1  |
| anders            | 2,2  |
| geen              | 30,2 |

## Rooms-Katholieke Kerk in Maastricht

### Parochie-indeling
Alhoewel het aantal kerkgaande rooms-katholieken in Maastricht, zoals ook elders in Nederland, sterk is teruggelopen, zijn er binnen de gemeente Maastricht nog zestien min of meer zelfstandige parochies actief, die alle deel uitmaken van het dekenaat Maastricht (dat daarnaast enkele parochies in de gemeente Meerssen omvat). De zestien parochies hebben 23 parochiekerken in gebruik, een aantal dat dalend is. Het dekenaat Maastricht is een van de veertien dekenaten van het bisdom Roermond en wordt geleid door deken John Dautzenberg (feb. 2022).
Afgezien van de vier centrumparochies – die al sinds de Middeleeuwen bestaan – vallen/vielen de parochiegrenzen grotendeels samen met de wijkindeling van Maastricht). Door de ontkerkelijking zijn sinds de jaren 1990 diverse parochiekerken gesloten en bestaande parochies gefuseerd. Dit proces lijkt nog niet afgerond. Om de toekomst van het katholicisme in Maastricht te waarborgen, zijn de bestaande parochies gebundeld in een zevental parochieclusters of -federaties, die samenwerken op het gebied van bestuur, financiën en inzet van pastoors en kapelaans. De parochie-indeling anno 2023 is als volgt:
- Cluster 1 (Maastricht-Centrum):
  - Parochie H. Servatius, met als parochiekerk de Sint-Servaasbasiliek (tevens dekenaatskerk);
  - Parochie H. Matthias / H. Hubertus, met als parochiekerk de Sint-Matthiaskerk; de Sint-Hubertuskerk in Boschpoort is in 2009 aan de eredienst onttrokken;
  - Parochie H. Martinus met de Sint-Martinuskerk in Wyck;
- Cluster 2 (Maastricht-Centrum / Maastricht-Zuidwest):
  - Parochiefederatie Onze-Lieve-Vrouw-Tenhemelopneming / Sint-Pieter, met als parochiekerken de Onze-Lieve-Vrouwebasiliek, de kerk van Sint-Pieter boven (in het dorp Sint Pieter) en de kerk van Sint-Pieter beneden (in het Villapark);
- Cluster 3 (Maastricht-West):
  - Parochie H. Theresia / H. Jozef / H. Anna / H. Lambertus, met als parochiekerken de Sint-Theresiakerk (Biesland) en de Sint-Annakerk (Brusselsepoort); de Sint-Lambertuskerk (Brusselsepoort) en de Sint-Jozefkerk (Belfort) zijn niet meer als zodanig in gebruik;
- Cluster 4 (Maastricht-West):
  - Parochiecluster "Johannes Paulus II",[14] met als parochiekerken de Sint-Petrus-en-Pauluskerk (Wolder) en de San-Salvatorkerk (Daalhof); de Onbevlekt Hart van Mariakerk in Mariaberg is niet meer als zodanig in gebruik;
- Cluster 5 (Maastricht-West):
  - Parochiecluster Maastricht-West "Johannes Paulus II", met als parochiekerken de H.-Hart-van-Jezuskerk (Oud-Caberg) en de Vier Evangelistenkerk (Malberg); de OLV-van-Goede-Raadkerk (Malpertuis) en de Christus-Hemelvaartkerk (Pottenberg) zijn niet meer als rooms-katholiek kerkgebouw in gebruik; de Sint-Christoffelkerk (Caberg) is op de toren na gesloopt;
- Cluster 6 (Maastricht-Oost):
  - Parochie OLV van Lourdes / H. Guliëlmus / H. Familie, met als parochiekerk de OLV-van-Lourdeskerk (Wittevrouwenveld); de H. Familiekerk (Wyckerpoort-Noord) is in 1999 gesloopt; de Sint-Guliëlmuskerk (Wittevrouwenveld-Noord) is in 2015 gesloten;
  - Parochie H. Hart van Jezus / H. Joannes Bosco, met als parochiekerk de Koepelkerk (Wyckerpoort-Zuid); de Don Boscokerk in Heugemerveld is in 2017 gesloten;
  - Parochie H. Johannes de Doper / H. Antonius van Padua, met als parochiekerk de Johannes de Doperkerk (Limmel); de Antonius van Paduakerk (Nazareth) is op een kapel en de klokkentoren na gesloopt;
- Cluster 7 (Maastricht-Oost):
  - Parochie Sint-Petrus' Banden / H.H. Monulfus & Gondulfus, met als parochiekerken de Sint-Petrus' Bandenkerk (Heer) en de Monulfus-en-Gondulfuskerk (De Heeg);
  - Parochie H. Walburga met de Sint-Walburgakerk (Amby);
  - Parochie H. Michaël met de Sint-Michaëlkerk (Heugem);
  - Parochie H. Antonius van Padua met de Antonius van Paduakerk (Scharn);
- Cluster 8 (Maastricht-Noordoost / Meerssen):
  - Parochie H. Cornelius met als parochiekerk de Sint-Corneliuskerk (Borgharen);
  - Parochie H. Martinus met de Sint-Martinuskerk (Itteren).

Daarnaast bestaat er in de kapel van het verpleeghuis Vivre (Amby) een RK parochie van de H. Geest (oosters-katholieke parochie met Byzantijnse liturgie).

### Kloosters en gemeenschappen in Maastricht
Van het grote aantal kloosters in Maastricht (22 in de zeventiende eeuw) zijn er nog maar enkele over. De meeste zijn kloosterstichtingen uit de negentiende of twintigste eeuw.
- Broeders van de Onbevlekte Ontvangenis van Maria (FIC), ook wel 'Broeders van Maastricht' (moederhuis: Beyart, Brusselsestraat, generalaat en communiteit Emmaus, Burg. Cortenstraat, communiteit Rooden Leeuw, Capucijnengang, en communiteit Aartshertogenplein);
- Liefdezusters van de Heilige Carolus Borromeus, ook wel 'Zusters Onder de Bogen' (moederhuis: Klooster van de Zusters Onder de Bogen aan het Sint Servaasklooster);
- Missiezusters van Sint-Petrus Claver (hoek Bouillonstraat - Sint Servaasklooster);
- Gemeenschap van de gekruisigde en verrezen Liefde, voortgekomen uit de Zusters van Sint Joseph (communauteit aan de Kommel);
- Zusters van het Arme Kind Jezus, wonen sinds 2012 in een deel van het klooster Beyart;
- Zusters Franciscanessen van Heythuizen (Kardinaal van Rossumplein; naast de Don Boscokerk);
- Oratorianen, een geestelijke gemeenschap verbonden met de St.-Martinuskerk in Wyck.

### Maastricht als bedevaartplaats
Maastricht was al in de Middeleeuwen een belangrijke bedevaartplaats. Ook heden ten dage spelen de vier zogenaamde stadsdevoties een belangrijke rol in het geloofsleven van veel Maastrichtenaren en bezoekers:
- De Sterre der Zee, verreweg de populairste Maria-devotie in Maastricht. Heel de dag door komen mensen naar de kapel van de Sterre der Zee, naast de Onze-Lieve-Vrouwebasiliek, om te bidden en een kaars (een 'bougieke') op te steken;
- Sint-Servaas, bisschop van Tongeren en Maastricht. In de kerk en schatkamer van de Sint-Servaasbasiliek bevinden zich onder andere de Noodkist, het borstbeeld van Sint-Servaas en tal van relieken (Servatiana) die aan de heilige herinneren. Tevens is er een Sint-Servaasbron en een Sint-Servaasfontein;
- De heilige Lambertus, bisschop van Maastricht; behalve talrijke relieken, beelden en andere afbeeldingen, is er een Sint-Lambertuskerk en -kapel naar hem vernoemd;
- De Zwarte Christus van Wyck, in de Sint-Martinuskerk in Wyck.

Eenmaal in de zeven jaar, tijdens de heiligdomsvaart van Maastricht, worden de stadsdevoties in processie door de binnenstad gedragen. Naast de stadsdevoties worden ook andere heiligen vereerd, onder anderen de heiligen Monulfus en Gondulfus, de heilige Hubertus en O.L. Vrouw van Banneux.

## Niet-rooms-katholieke kerkgenootschappen
Anno 2023 zijn er 22 niet-rooms-katholieke, christelijke kerken en groeperingen actief in Maastricht. Het spreekt voor zich dat het aantal kerkelijke gemeenten niets zegt over het aantal leden per gemeenschap.

### Oudkatholieke, orthodoxe en oriëntaalse kerkgenootschappen
- Oudkatholieke Kerk: maandelijkse diensten tot 2013 in de Lutherse kerk;
- Russisch-Orthodoxe Kerk (Griekse kalender): diensten in de kerk van de HH. Johannes Chrysostomos en Servatios (Sint Maartenslaan);
- Orthodoxe Missie (juliaanse kalender): diensten in kerk van de H. Apostel Thomas (Einsteinstraat);
- Armeens-Apostolische Kerk: diensten in de Surp Karapetkerk (Pottenberg);
- Eritrees-Orthodoxe Tewahedo Kerk: diensten op zaterdag in de Koepelkerk (Wyckerpoort).

### Protestantse kerkgenootschappen
- Protestantse Gemeente Maas- en Heuvelland (PKN gemeente): wekelijkse kerkdiensten in de Sint-Janskerk;
- Remonstrantse Gemeente Zuid-Limburg: diensten in de Cellebroederskapel;
- Nederlandse Gereformeerde Kerk: wekelijkse kerkdiensten in de Waalse kerk;
- Waalse Kerkgemeenschap: maandelijkse kerkdiensten in de Waalse kerk;
- Molukse Evangelische Kerk: diensten in de Beth-elkerk (Godefridus van Heerstraat);
- Anglicaanse Kerk: All Saints Maastricht International Church, Engelstalige diensten om de twee weken in de voormalige parochieschool van de Onze-Lieve-Vrouwebasiliek (Stokstraat).

### Evangelicale kerkgenootschappen
- Evangelische Gemeente Maastricht: diensten in Kerk van de Evangelische Gemeente Maastricht (Aesculaapstraat, Brusselsepoort);
- Baptisten Gemeente Maastricht: diensten in de Don Bosco kerk in wijk Heugemerveld;
- Pinkstergemeente Maastricht: diensten in Immanuelkerk (Brusselseweg);
- Lighthouse Christengemeente: diensten in de voormalige Sint-Guliëlmuskerk;
- Christengemeente Nieuw Leven: diensten in wijkgebouw Belletsa (Heugemerveld);
- Evangelie Gemeente De Deur: diensten in gemeenschapshuis Limmel;
- Damascus Road International Church: Engelstalige diensten in MECC;
- Chinese Church 'Sending the Light': diensten in wijkverzamelgebouw Wyckerpoort (Old Hickoryplein).

### Overige christelijke kerkgenootschappen
- Oecumenische Basisgroep Maastricht: diensten in Cellebroederskapel;
- Jehova's getuigen, diensten in Koninkrijkszaal (Bemelergrubbe).

## Niet-christelijke religies
- Nederlands-Israëlitisch Kerkgenootschap (joodse religie): diensten in Hoofdsynagoge (Bogaardenstraat/Capucijnengang);
- Marokkaanse Islamitische gemeenschap (islam): diensten in El Fath-moskee (Sint Lucassingel);
- Turkse Islamitische gemeenschap (islam): diensten in gebedsruimte Turks cultureel centrum Tevhid (Weustenraadstraat);
- Stichting Tibetaans Boeddhisme Limburg (tantrisch boeddhisme): bijeenkomsten enkele keren per maand, Pastoor Moormanstraat;
- Hare Krishna-beweging (hindoeïsme): bijeenkomsten twee keer per maand, ISKCON-centrum Maastricht, André Severinweg.

## Parareligieuze en niet-religieuze levensbeschouwingen
Het Lectorium Rosicrucianum, een genootschap van rozenkruisers, heeft een vestiging ('tempel') aan de Wycker Grachtstraat. In een pand aan de Heggenstraat zijn twee vrijmetselaarsloges gevestigd: La Persévérance (opgericht in 1753) en La Constance (1750; heropgericht in 2008). Het Humanistisch Verbond organiseert regelmatig bijeenkomsten en cursussen in het Maastrichtse Toon Hermanshuis aan het Sint Servaasklooster.